# Henryk Kopia
Henryk Jakub Kopia (ur. 8 lutego 1866 w Porzeczu, zm. 22 listopada 1933 we Lwowie) – polski nauczyciel, pedagog, literat, bibliotekarz, działacz społeczny.

## Życiorys
Henryk Jakub Kopia urodził się 8 lutego 1866 w Porzeczu. Jego rodzicami byli Jakub Kopia (kasjer, prokura fabryki maszyn i wagonów w Sanoku, zm. 1907 w Sokalu w wieku 77 lat) i Józefa z domu Machalska (zm. 1904 w Sanoku w wieku 71 lat). Poprzez matkę był spowinowacony z Mateuszem i Władysławem Beksińskimi oraz Walentym i Kazimierzem Lipińskimi.
Uczył się w C. K. Gimnazjum w Przemyślu (m.in. w 1880 ukończył V klasę) oraz w C. K. Gimnazjum w Brzeżanach, gdzie zdał chlubnie egzamin dojrzałości w 1883. Od 1883 do 1888 odbył studia na Wydziale Filozoficznym Uniwersytetu Lwowskiego o specjalności filologii klasycznej pod kierunkiem profesorów Ludwika Ćwiklińskiego, Antoniego Kaliny, Romana Pilata. Od 1885 do 1889 był stypendystą Zakładu Narodowego im. Ossolińskich. 
Podjął pracę nauczyciela od 8 maja 1889. Jako nauczyciel pracował od tego czasu w C. K. Gimnazjum im. Franciszka Józefa we Lwowie oraz w lwowskich C. K. Gimnazjach nr II i VII. Egzamin zawodowy złożył 2 czerwca 1892 w zakresie filologii polskiej jako przedmiotu głównego i z filologii klasycznej jako przedmiotu pobocznego. Reskryptem z 10 sierpnia 1892 C. K. Ministra Wyznań i Oświecenia jako zastępca nauczyciela został mianowany nauczycielem rzeczywistym i przeniesiony z C. K. Gimnazjum im. Franciszka Józefa we Lwowie do C. K. Gimnazjum Męskim w Sanoku. 10 sierpnia 1893 został formalnie mianowany nauczycielem rzeczywistym. W sanockim gimnazjum uczył języka polskiego, historii kraju rodzinnego oraz był zawiadowcą biblioteki nauczycielskiej i czytelni polskiej dla młodzieży.
10 sierpnia 1892 został mianowany nauczycielem rzeczywistym w C. K. II Gimnazjum we Lwowie z wykładowym językiem niemieckim. Uczył tam języka polskiego, języka łacińskiego, historii kraju rodzinnego, był zawiadowcą biblioteki dla uczniów. Pracując tam około roku szkolnego 1899/1990 uzyskał tytuł c. k. profesora, a w 1902 otrzymał VIII rangę służbową.
Z tej szkoły w połowie 1903 został skierowany do pracy w C. K. Gimnazjum im. Franciszka Józefa we Lwowie. 3 września 1903 został kierownikiem filii C. K. III Gimnazjum im. Franciszka Józefa. W roku szkolnym 1905/1906 powrócił do pracy w C. K. II Gimnazjum we Lwowie, ponownie wykładając tam język polski. Jako nauczyciel lwowskiego III Gimnazjum im. Franciszka Józefa, przydzielony do II Gimnazjum, reskryptem z 29 sierpnia 1906 C. K. Rady Szkolnej Krajowej został mianowany na stanowisko kierownika utworzonego w tym roku C. K. Gimnazjum w Sokalu (z polskim językiem wykładowym), a 22 września 1906 powołany przez cesarza Franciszka Józefa I na stanowisko dyrektora tegoż gimnazjum i sprawował je w kolejnych latach. W szkole uczył języka polskiego, języka łacińskiego, był zawiadowcą biblioteki nauczycielskiej. W 1907 został wyznaczony jako reprezentant C. K. Rady Szkolnej Krajowej do Rady Szkolnej Okręgowej w Sokalu. Podczas I wojny światowej był dyrektorem Gimnazjum w Sokalu do 15 września 1917. Postanowieniem cesarza z 1 stycznia 1918 otrzymał VI klasę rangi w zawodzie. Po wybuchu wojny polsko-ukraińskiej i nastaniu okupacji ukraińskiej był objęty aresztem domowym od 23 listopada do 6 grudnia 1918, zaś jego mieszkanie częściowo zajęto na kwaterę wojskową. W styczniu 1919 został aresztowany i grożono mu wywiezieniem do obozu internowanych, po czym został zwolniony. 15 stycznia 1919 został usunięty ze swojego mieszkania, zajętego przez komendę armii. W lutym i w kwietniu 1919 dyrektor Kopia był ponownie aresztowany. 17 maja 1918 wojska polskie gen. Józefa Hallera wyzwoliły Sokal.
Od roku szkolnego 1919/1920 w latach 20. II Rzeczypospolitej sprawował nadal posadę dyrektora przemianowanego Państwowego Gimnazjum w Sokalu, gdzie uczył języka polskiego, był zawiadowcą biblioteki nauczycielskiej, a ponadto w mieście był członkiem Rady Szkolnej Okręgowej, następnie zastępcą przewodniczącego RSO. Zamieszkiwał w gmachu gimnazjum. Przebywał na urlopie w roku szkolnym 1925/1926, 1926/1927, celem zorganizowania i pełnienia funkcji kierownika Państwowej Biblioteki Pedagogicznej Okręgu Szkolnego Lwowskiego we Lwowie (wówczas kierownictwo sokalskiego gimnazjum objął także pochodzący z sanockiego gimnazjum, Urban Przyprawa, który 21 listopada 1927 został mianowany na posadę dyrektora tej szkoły.
Jako pedagog był autorem publikacji na rzecz nauczania młodzieży szkolnej. Opracowania literackiego Henryka Kopii były polecane c. k. Radę Szkolną Krajową jako środki pomocnicze do nauki dla młodzieży szkolnej. Tworzył różne formy literackie: libretto, przekłady, rozprawy, artykuły, sprawozdania, recenzje, relacje. Współpracował z Bronisławem Gubrynowiczem. Publikował w czasopismach „Szkoła”, „Muzeum”, „Dziennik Polski”, „Ateneum”, „Kwartalnik Historyczny”, „Pamiętnik Literacki”, a także serii wydawniczej „Monumenta Poloniae Historica”. Słownik łacińsko-polski wydany przez Henryka Kopię i Hermana Mengego, a uzupełniony później przez Kazimierza Kumanieckiego, był wielokrotnie wznawiany, także pod koniec XX wieku i na początku XXI wieku. Pełnił funkcje kustosza od 1903 do 1906 (lub 1904-1905) i skarbnika Polskiego Muzeum Szkolnego we Lwowie. Był członkiem zwyczajnym, członkiem zarządu, skarbnikiem Towarzystwa Literackiego im. Adama Mickiewicza we Lwowie. Ponadto pełnił funkcję kierownika administracji wydawnictw w Towarzystwie Nauczycieli Szkół Wyższych. Od 1899 do 1900 był członkiem wydziału Towarzystwa Nauczycieli Szkół Wyższych. Działał także społecznie w Towarzystwie Szkoły Ludowej, Kole Literacko-Artystycznym i Komitecie Miejskim Opieki nad Młodzieżą. Ponadto był członkiem zwyczajnym Macierzy Szkolnej dla Księstwa Cieszyńskiego, członkiem sanockiego gniazda Polskiego Towarzystwa Gimnastycznego „Sokół” (1892/1894). W 1924 figurował jako członek komisji rewizyjnej okręgu lwowskiego Towarzystwa Nauczycieli Szkół Średnich i Wyższych. Należał do Towarzystwa Przyjaciół Ossolineum.
Zmarł nagle 22 listopada 1933. Został pochowany na Cmentarzu Łyczakowskim we Lwowie.

## Publikacje
- Mickiewicz w Stambule, jego śmierć i pogrzeb (lata 80. XIX wieku)[3]
- Poezje Mickiewicza (1822–1829) w świetle współczesnej krytyki (lata 80. XIX wieku)[3]
- Listy Narcyzy Żmichowskiej do Tekli Dębskiej i innych osób (1890)[73][74]
- Kalendarz studencki (12 roczników z lat 1894–1906; redaktor)[3]
- Kalendarz nauczycielski (2 roczniki z lat 1904–1906; redaktor)[3]
- Kalendarzyk profesorski (roczniki 1916, 1918; redaktor)
- Przyjaciel młodzieży. Czasopismo dla starszej młodzieży (rocznik I, redaktor)
- Encyklopedia Macierzy Polskiej (2 tomy: 1905, 1906; redaktor, współautor: Ludwik Finkel)[3]
- Biblioteka dla młodzieży. Seria II. Tomik 12. Wybór nowel i opowiadań najznakomitszych współczesnych pisarzy polskich (1895, wydawca)[75]
- Preparacya do Mów olintyjskich Demostenesa (1898, współautor: Kornel Fischer)[76]
- Ballady i romanse Adama Mickiewicza (1902)
- Adam Mickiewicz: „Sonety i wiersze różne” (wybór) (1904, opracowanie)[56]
- Preparacya do Iliady Homera (Pieść I, III, IV, VI) (1904, współautor: Kornel Fischer)[56]
- Preparacya do Tytusa Liwiusza Dziejów Rzymskich (Cz. I, Księga I) (1904, współautor: Kornel Fischer)[56]
- Stanowisko prawne zastępców nauczycieli (w: „Muzeum” nr 23 /1906)[77]
- Spis nauczycieli szkół średnich w Galicyi oraz polskiego gimnazyum w Cieszynie (1909)
- Dodatek do Spisu nauczycieli szkół średnich w Galicyi i na Śląsku, zawierający uzupełnienia oraz zmiany dokonane w ciągu roku 1909 (1910)
- Wiosna Ludów w Jasielskiem – na podstawie rękopiśmiennych materiałów posła Franciszka Trzecieskiego I Rady Narodowej Obwodu Jasielskiego (1910)[78]
- Założenie i dotychczasowy rozwój gimnazyum w Sokalu (1914)[79]
- Słownik łacińsko-polski (według słownika Hermana Mengego i Henryka Kopii) (późniejsze oprac.: Kazimierz Feliks Kumaniecki)
- Kieszonkowy słownik języków łacińskiego i polskiego. Cz. 1: Słownik łacińsko-polski (1926, współautor: Herman Menge)

## Odznaczenia
austro-węgierskie
- Medal Jubileuszowy Pamiątkowy dla Cywilnych Funkcjonariuszów Państwowych[40].
- Krzyż Jubileuszowy dla Cywilnych Funkcjonariuszów Państwowych[40].